# Rippon Hills Road
Die Rippon Hills Road ist eine Outbackpiste im Nordwesten des australischen Bundesstaates Western Australia, in der Region Pilbara. Sie verbindet die Marble Bar Road östlich von Marble Bar mit der Telfer Mine Road nördlich der Woodie Woodie Mine.

## Verlauf
23 km östlich von Marble Bar zweigt die Straße von der Marble Bar Road (S138) nach Osten ab. Sie verläuft nördlich des Mount Edgar und quert etliche Nebenflüsse des De Grey River. Der letzte dieser Flüsse ist der Oakover River. Wenige Kilometer östlich endet die Straße am Fuße der Gregory Range, hinter der die Große Sandwüste beginnt.
Von hier aus führt die unbefestigte Woodie Woodie Road nach Süden, wo sie die 43 km südlich gelegene Woodie Woodie Mine, die Nifty Mine und verschiedene sehenswerte Klammen am Oakover River erschließt. Dazu gehören die Carawine Gorge, die Upper Carawine Gorge und Running Waters.
Nach Ost-Südosten, über die Gregory Range,  führt eine weitere unbefestigte Piste zur Erschließung der Telfer Mine in der Paterson Range weiter. Die Telfer Mine Road wurde von der Bergbaugesellschaft gebaut und wird von ihr unterhalten, ist aber öffentlich zugänglich.

## Straßenzustand
Die Rippon Hills Road ist auf ihrer gesamten Länge befestigt und über den ebenfalls befestigten, nördlichen Teil der Marble Bar Road an den Great Northern Highway (N1) angeschlossen.